# 보리스 아발리얀
보리스 아발리얀 (Boris Abalyan, 1947년 ~ )은 러시아의 지휘자이다. 그는 상트페테르부르크 음악원과 림스키코르사코프 음악 학교에서 지휘를 가르친다.
· 러시아 공훈예술가
· 글린카 성악학교 & 러시아 상트페테르부르크 국립음악원 졸업
· 레게 아티스 (LEGE ARTIS) 실내악단 설립
· 독일 Marktoberdorf 국제 합창 콩쿠르 최우수 지휘자상 수상 (2015)
· 부산 국제 합창제 최우수 지휘자상 수상 (2010)